# Treidelbahn am Eisernen Tor
| Lage des Kanals und der Treidelbahn wie 1916 errichtet |                      |                          |                          |
| Streckenlänge: | 2,630 km             |                          |                          |
| Spurweite: | 1435 mm (Normalspur) |                          |                          |
| |                      |                          |                          |
| \| \| 0,000 \| Eingang Sip-Kanal Depot \| Eingang Sip-Kanal Depot \| \| \| 2,230 \| Streckenende (1916–1918) \| Streckenende (1916–1918) \| \| \| 2,630 \| Streckenende (1928–1969) \| Streckenende (1928–1969) \| |                      |                          |                          |
| Betriebs-/Güterbahnhof Streckenanfang (Strecke außer Betrieb) | 0,000                | Eingang Sip-Kanal Depot  | Eingang Sip-Kanal Depot  |
| Dienststation / Betriebs- oder Güterbahnhof (Strecke außer Betrieb) | 2,230                | Streckenende (1916–1918) | Streckenende (1916–1918) |
| Betriebs-/Güterbahnhof Streckenende (Strecke außer Betrieb) | 2,630                | Streckenende (1928–1969) | Streckenende (1928–1969) |

Die Treidelbahn am Eisernen Tor (serbisch Sipska Lokomotivska Vuča) war eine normalspurige Eisenbahn am serbischen Ufer der Donau. Sie hatte die Aufgabe, flussaufwärts fahrende Schiffe gegen die starke Strömung in der Schifffahrtsrinne zu unterstützen. Diese Bahn war ein Inselbetrieb, sie hatte keine Verbindung mit anderen Bahnstrecken.

## Geschichte

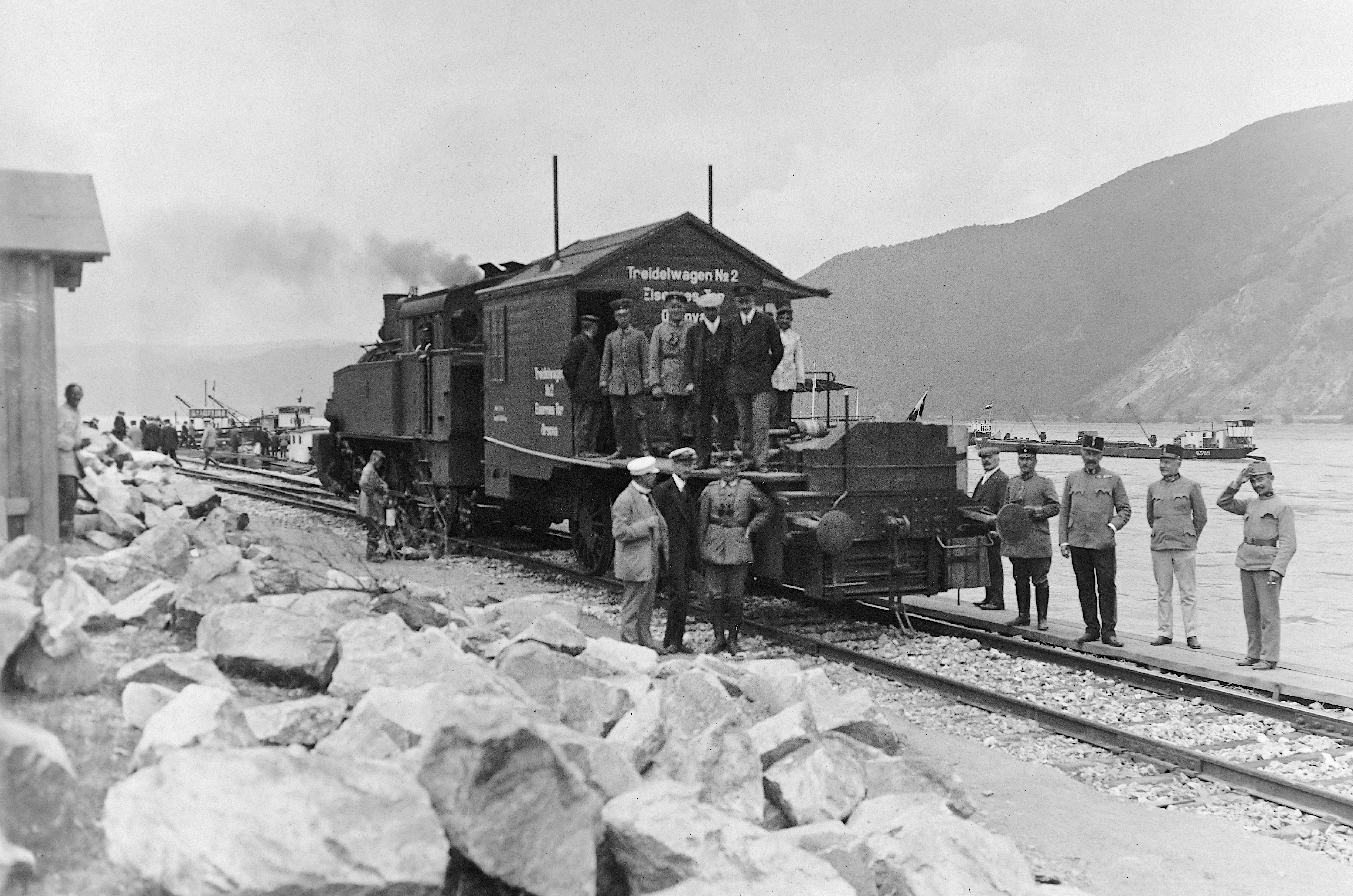
Lokomotive der Baureihe T13 und Treidelwagen (1917)

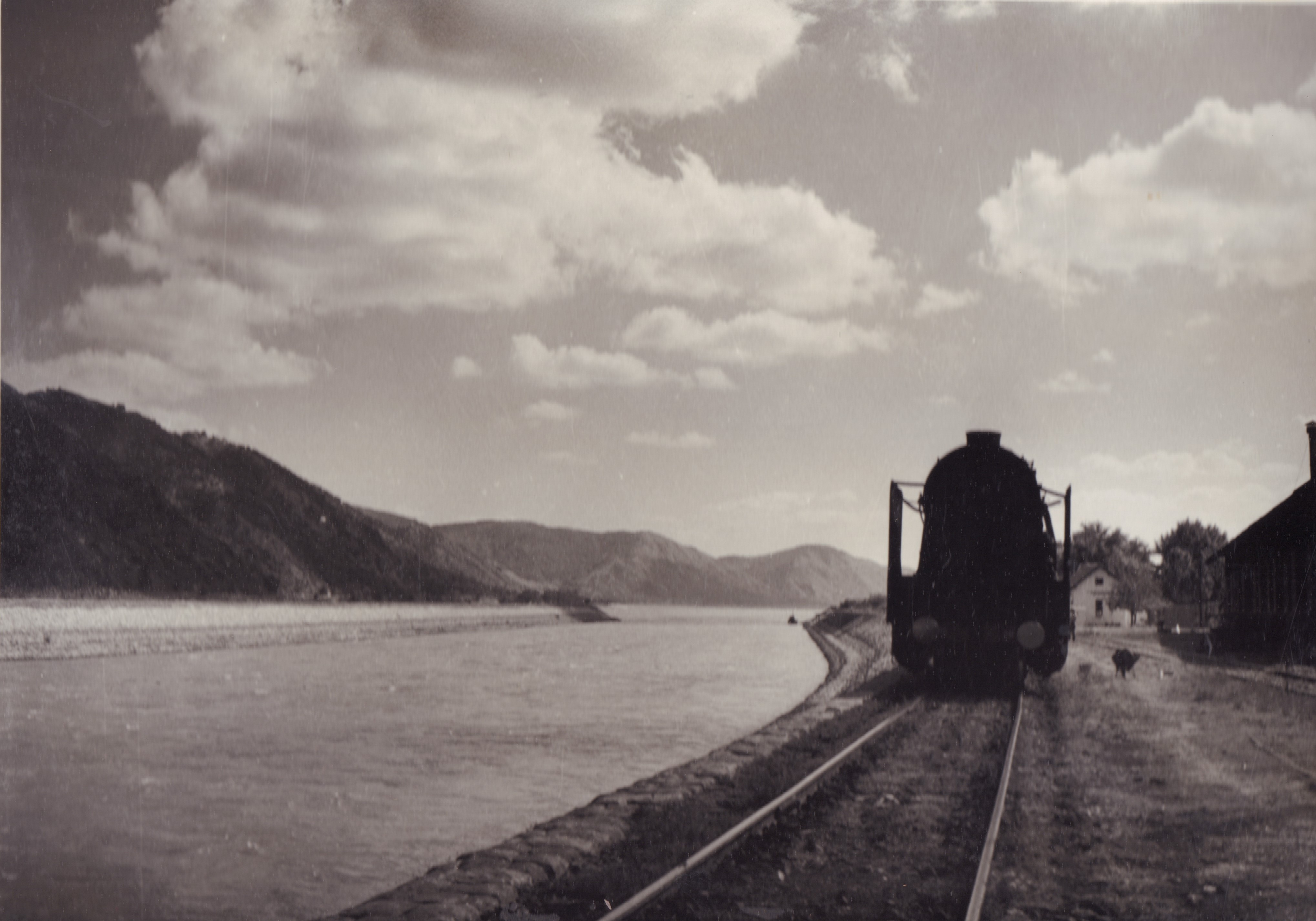
Lokomotive der JŽ-Reihe 30 neben der Fahrrinne

Das schluchtartige Engtal der Donau am Eisernen Tor, die hier zugleich die Grenze zwischen Rumänien und Serbien bildet, stellte seit jeher ein Hindernis für die Donauschifffahrt dar. Mit den 1896 abgeschlossenen Regulierungsmaßnahmen durch Österreich-Ungarn wurde in diesem Abschnitt entlang des serbischen Ufers eine Schifffahrtsrinne von konstanter Wassertiefe geschaffen. Die hohe Strömungsgeschwindigkeit in diesem „Eisernen-Tor-Kanal“ oder serbisch „Sip-Kanal“ erschwerte aber die Bergfahrt der damaligen Dampfschiffe beträchtlich, so dass dort zwei Ketten-Schleppschiffe zur Vorspannleistung stationiert wurden. Diese Schiffe, die in ungarischem Eigentum standen, wurden zu Beginn des Ersten Weltkrieges von Serbien beschlagnahmt.
Nach der Besetzung Serbiens durch die Mittelmächte waren diese bestrebt, den Güterverkehr auf der Donau so rasch wie möglich wieder aufzunehmen. Im Februar 1916 wurde von der deutschen Heeresverwaltung und der k.u.k. Armee die zunächst provisorische Errichtung einer Treidelbahn am serbischen Ufer des Sip-Kanals beschlossen. Die in Normalspur ausgeführte Bahn mit einer Streckenlänge von 2.230 Metern wurde von der deutschen Reserve-Eisenbahn-Baukompanie Nr. 25 aufgebaut, die Kosten für die Bahnanlagen und Fahrzeuge beliefen sich auf ca. 500.000 Mark. Die Strecke war zur effizienteren Betriebsabwicklung auf den ersten zwei Dritteln ihrer Länge zweigleisig ausgeführt: Während auf dem uferseitigen Gleis ein Schiff geschleppt wurde, konnte auf dem anderen eine Lokomotive an den Ausgangspunkt zurückkehren. Nach einigen Tests wurde am 27. Mai 1916 der Betrieb aufgenommen und bis 1918 von Ungarn durchgeführt. Auf ihrem Rückzug aus Serbien zerstörten 1918 deutsche Truppen die Anlage nahezu vollständig.
Nach Kriegsende wurde die Schifffahrt am Sip-Kanal zunächst wieder mit einem Schleppschiff aufgenommen. Der Wiederaufbau der Treidelbahn war erst 1928 vollständig abgeschlossen, dabei wurde die Strecke um weitere 400 m verlängert, was nun eine Gesamtlänge von 2.630 m ausmachte. Bis 1933 blieb auch noch das Schleppschiff in Betrieb. 1934 verpachtete das Königreich Jugoslawien die Einrichtung gegen eine jährliche Zahlung an die Donaukommission. Im Zweiten Weltkrieg waren der strategisch bedeutsame Kanal und die Bahn Ziel mehrerer alliierter Bombenangriffe. Nach Behebung der Schäden wurde der Betrieb bereits kurz nach Kriegsende wieder aufgenommen. 1952 wurde die Bahn verstaatlicht und dem Exekutivrat der Sozialistischen Republik Serbien unterstellt, war jedoch kein Betrieb der Staatsbahnen Jugoslovenske Železnice.
Noch in den frühen 1960er-Jahren überlegte die Bahnverwaltung die Umstellung auf Diesellokomotiven. Mit dem Baubeginn des jugoslawisch-rumänischen Gemeinschaftskraftwerkes Kraftwerk Eisernes Tor 1 im Jahr 1964 zeichnete sich jedoch die Einstellung des Treidelbetriebes am Sip-Kanal ab, da dieser mit der Flutung des Rückstaubereiches im dabei entstehenden Đerdap-See versinken sollte. Die Bahn stellte ihren Dienst gegen Ende 1969 ein, die Fahrzeuge wurden überwiegend an Ort und Stelle verschrottet.

## Betriebsabwicklung
Die Treidelbahn stand gemäß internationalen Vereinbarungen Schiffen aller Nationalitäten gegen das festgelegte Entgelt zur Verfügung. Die Inanspruchnahme des Dienstes lag im Ermessen des Kapitäns, abhängig von Wasserstand, Zugleistung des Schleppers und der angehängten Tonnage. Ein Signal am Eingang der Fahrrinne zeigte, ob die Einfahrt erlaubt war, die gewünschte Unterstützung durch die Bahn wurde durch das Hissen einer blauen Flagge angezeigt. Der Treidelbetrieb war nur bei Tageslicht und ausreichender Sicht gestattet.
Hinter der Lokomotive wurde ein mit Gewichten beschwerter Seilwindenwagen gezogen, das Zugseil wurde an den Frachtkähnen befestigt, sodass die Nutzlast von der Lokomotive gezogen wurde und der Schlepper nur sein Eigengewicht zu befördern hatte. Als Höchstgeschwindigkeit waren 5 km/h festgelegt, abhängig von der Last dauerte die Fahrt durch den Kanal zwischen 20 und 45 Minuten.

## Fahrzeuge
Da die Treidelbahn keinen Anschluss an das Eisenbahnnetz hatte, mussten Fahrzeuge auf dem Wasserweg geliefert und abtransportiert werden. Um die Zahl dieser Transporte möglichst gering zu halten, wurden sämtliche Reparatur- und Wartungsarbeiten einschließlich der Hauptuntersuchungen der Dampflokomotiven im eigenen Depot durchgeführt. In der Regel wurden diese Arbeiten von JŽ-Fachpersonal aus dem Depot Zaječar vorgenommen.

### Lokomotiven
Die ersten Lokomotiven waren von der deutschen Heeresverwaltung beschaffte Tenderlokomotiven deutscher Herkunft, darunter Maschinen der Reihen T9 und T13. 1922 wurde der Fuhrpark um zwei Lokomotiven der österreichischen Reihe 80 erweitert, die T9 wurden um 1925 an die Staatsbahnen abgegeben. Ab 1949 wurden die Lokomotiven gegen schwere Güterzug-Schlepptenderlokomotiven der jugoslawischen Reihe 30 ausgetauscht. Von diesen in den 1930er-Jahren von Borsig an die jugoslawischen Staatsbahnen gelieferten Maschinen standen zwischen 1949 und 1969 insgesamt fünf Exemplare auf der Treidelbahn im Einsatz.
Bis zuletzt waren zwei Lokomotiven für den täglichen Einsatz vorgesehen, die dritte stand als Reserve bereit. Nach Betriebseinstellung 1969 wurden zwei Lokomotiven an Ort und Stelle verschrottet. Da mit der Flutung entgegen ursprünglicher Ankündigung nicht im Frühling 1970, sondern bereits am 31. Dezember 1969 begonnen wurde, blieb eine der drei Lokomotiven, die 30-031, zurück und versank im Stausee. Sie ist zugleich das einzig erhalten gebliebene Exemplar der Reihe 30. Laut Literatur kam diese Lokomotive anlässlich einer Niedrigwassersituation einmal wieder ans Tageslicht zurück.

### Seilwindenwagen
Neben den Lokomotiven waren die einzigen Fahrzeuge der Bahn die drei dreiachsigen Seilwindenwagen, die über ein Stahlseil die Verbindung zwischen Lokomotive und Schleppkähnen herstellten. Diese Wagen wurden 1916 auf den Rahmen kriegsbeschädigter Lokomotiven aufgebaut. Sie waren mit Ballastgewichten versehen und mit einer dampfbetriebenen Seilwinde ausgestattet. Gegen Ende des Bahnbetriebes waren noch zwei Wagen betriebsfähig, sie wurden ebenfalls 1969 verschrottet.